# Karl Wollenberg

Karl Wollenberg

Karl Wollenberg (* 30. April 1903 in Groß Bartelsee bei Bromberg; † 25. April 1958 in Essen) war ein deutscher Politiker (Nationalsozialistische Deutsche Arbeiterpartei).

## Leben und Wirken
Nach dem Besuch der Volksschule bis zur Oberklasse beteiligte Karl Wollenberg sich ab 1919 am Grenzschutz Ost. Später gehörte er dem Reichswehrschützen-Regiment 83 an. Später verdiente er seinen Lebensunterhalt in verschiedenen Betrieben. 1923 bestand er die staatliche Prüfung als Heizer, um anschließend als Lagerarbeiter zu arbeiten. In den Jahren 1931 bis 1933 war Wollenberg erwerbslos. Anschließend war er vier Jahre lang als stellvertretender Leiter des Organisationsamtes der Deutschen Arbeitsfront tätig.
1933 wurde Wollenberg zum Stadt- und Bezirksverordneten in Berlin gewählt. Am 1. Januar 1936 wurde er Bezirksstadtrat in Berlin-Wedding. In Berlin übernahm er ab 1. Januar 1938 Aufgaben als NSDAP-Kreisleiter.
Von April 1938 bis zum Ende der NS-Herrschaft im Frühjahr 1945 saß Wollenberg als Abgeordneter für den Wahlkreis 3 (Berlin Ost) im nationalsozialistischen Reichstag. Ab Anfang März 1941 war er Reichswirtschaftsrichter am Reichswirtschaftsgericht.